# Sophus Hagen
Sophus Albert Emil Hagen, född 3 maj 1842 i Köpenhamn, död 3 april 1929 i Helsingør, var en dansk musiker.
Hagen studerade först juridik, men övergav dessa studier för inrikta sig på musik, i vilken han var lärjunge till Ferdinand Rauch och Johan Christian Gebauer. Han utgav en rad sångkompositioner, dels för en, dels för flera stämmor, däribland fem små franska kantater. Den parodiska operetten Røverbruden blev känd i studentkretsar. Åren 1869–79 var han innehavare av Horneman & Erslev's musikhandel. Vid sidan av sin kompositörsverksamhet bedrev han ingående musikhistoriska studier och skapade en betydande samling skriftligt material. Tillsammans med Georg St. Bricka utgav han en samling äldre musik Fra Cæciliaforeningen (1891), försedd med historiska upplysningar.